# Tipton, Oklahoma
Tipton är en ort i Tillman County i delstaten Oklahoma, USA.